# Тегернзе (град)
Тегернзе (њем. Tegernsee) град је у њемачкој савезној држави Баварска. Једно је од 17 општинских средишта округа Мисбах. Према процјени из 2010. у граду је живјело 3.986 становника. Посједује регионалну шифру (AGS) 9182132.

## Географски и демографски подаци
Тегернзе се налази у савезној држави Баварска у округу Мисбах. Град се налази на надморској висини од 747 метара. Површина општине износи 22,8 km². У самом граду је, према процјени из 2010. године, живјело 3.986 становника. Просјечна густина становништва износи 175 становника/km².